# Konstanty Łukasz Szemiot
Konstanty Łukasz Szemiot herbu Łabędź odmienny (zm. 1689) – sędzia ziemski żmudzki w 1682 roku, podsędek żmudzki w 1677/1678 roku, podkomorzy dorpacki w latach 1659–1677/1678.
Był elektorem Michała Korybuta Wiśniowieckiego w 1669 roku z Księstwa Żmudzkiego. W 1674 roku był elektorem Jana III Sobieskiego z Księstwa Żmudzkiego.